# Steven Ribus
Steven Ribus (22 juli 1978) is een Belgisch voormalig voetballer die uitkwam voor onder andere KV Mechelen en KAA Gent. Hij speelde doorgaans op de linkerflank, maar ook centraal op het middenveld. 

## Carrière
Steven Ribus was een jeugdproduct van KV Mechelen. Hij werd bekend rond de eeuwwisseling toen hij als linksmidden doorbrak vanuit het jongerenelftal (beloften), dat later de Malinwa moest redden toen de club al dicht bij vereffening stond. In zijn beginperiode speelde Ribus bij Mechelen samen met spelers als Eric Viscaal, João Elias, Tom Caluwé, Sammy Greven, Rudi Smidts en Joris Van Hout. 
Toen het onvermijdelijke gebeurde en Mechelen in vereffening ging, viste KAA Gent hem op. Gent was op zoek naar een speler om Gunther Schepens te vervangen op links. In Gentbrugge werd Steven Ribus meteen een publiekslieveling als linksbuiten en soms offensieve middenvelder en zelfs schaduwspits, en Ribus' vaak mooie goals en sterk karakter zorgden ervoor dat hij er op handen werd gedragen. Als jongeling stond Steven Ribus in de belangstelling van topclub RSC Anderlecht, maar dit aanbod wees hij destijds af aangezien hij twijfels had omtrent enige speelkansen. Toen de Marokkaanse dribbelaar Mbark Boussoufa naar Gent trok, kwam hij volledig in diens schaduw te staan en daarom mocht Ribus vertrekken van trainer Georges Leekens. 
Ribus keerde terug naar het oude nest en ging in Derde Klasse bij KV Mechelen voetballen. Samen met spelers als Steven De Pauw, Jan Verlinden, Bart Van Zundert en Tom Peeters was Ribus de speler die de supporters nog een reden gaf om de Vlaamse traditieclub te blijven ondersteunen. Door hun strijdlust verkregen ze veel respect. Hij maakte de overgang naar Tweede Klasse mee, maar door vele blessures aan de knie en een mindere relatie met de nieuwe trainer, Peter Maes, verkaste hij in het seizoen 2006–2007 naar Dilbeek. Het blessureleed bleef echter en een toen amper 30-jarige Ribus moest anno 2008–2009 een einde maken aan zijn voetbalcarrière.

## Jeugdteams
- 1984-1992: Berg-Op
- 1992-1994: SK Kampenhout
- 1994-1999: KV Mechelen

## Profcarrière
- 1999-nov.02: KV Mechelen
- nov.02-jan.05: AA Gent
- jan.05-2006: KV Mechelen
- 2006-2009: Dilbeek Sport